# Evermannia erici
Evermannia erici är en fiskart som beskrevs av Bussing, 1983. Evermannia erici ingår i släktet Evermannia och familjen smörbultsfiskar. IUCN kategoriserar arten globalt som otillräckligt studerad. Inga underarter finns listade i Catalogue of Life.